# Coalition rouge-verte (Allemagne)
Pour les articles homonymes, voir Coalition rouge-verte et Écosocialisme.
Pour un article plus général, voir Coalition en Allemagne.
Une coalition rouge-verte (en allemand : rot-grüne Koalition) ou verte-rouge (grün-roten Koalition) est un type de coalition gouvernementale unissant en Allemagne le Parti social-démocrate d'Allemagne (SPD), dont la couleur est le rouge, et l'Alliance 90 / Les Verts (Grünen).

## Historique
L'entente entre les sociaux-démocrates et les écologistes apparaît dans les années 1980 en Hesse puis à Berlin-Ouest. Elle se révèle initialement instable, les deux premiers exécutifs rouges-verts n'allant pas au terme de leurs mandats. Elle se développe rapidement dans les années 1990, dans des territoires peuplés comme la Basse-Saxe ou la Rhénanie-du-Nord-Westphalie.
Elle trouve sa première application fédérale en 1998, lorsque le SPD et les Grünen s'accordent pour gouverner ensemble à la suite des élections fédérales. Cette alliance est reconduite après les élections fédérales de 2002.
Entre 2005 et 2007, plus aucun gouvernement en Allemagne n'est constitué d'une coalition rouge-verte. De 2011 à 2016, le Bade-Wurtemberg est gouverné par la seule et unique coalition verte-rouge de l'histoire, dans la mesure où les Grünen forment le premier parti de la majorité au Landtag.

## Au niveau fédéral
| Députés   | Dates                                                          | Chancelier  | Chancelier       | Chancelier | Cabinet    |
| --------- | -------------------------------------------------------------- | ----------- | ---------------- | ---------- | ---------- |
| 345 / 669 | 27 octobre 1998 – 22 octobre 2002 (3 ans, 11 mois et 25 jours) |             | Gerhard Schröder | SPD        | Schröder I |
| 306 / 603 | 22 octobre 2002 – 22 novembre 2005 (3 ans et 1 mois)           | Schröder II | Gerhard Schröder | SPD        |            |
|           |                                                                |             |                  |            |            |
| 325 / 736 | 7 novembre 2024 – 6 mai 2025 (5 mois et 29 jours)              |             | Olaf Scholz      | SPD        | Scholz     |

## Au niveau desLänder

### Hesse
| Députés  | Dates                                                      | Ministre-président | Ministre-président | Ministre-président | Cabinet    |
| -------- | ---------------------------------------------------------- | ------------------ | ------------------ | ------------------ | ---------- |
| 58 / 110 | 4 juillet 1984 – 24 avril 1987 (2 ans, 9 mois et 20 jours) |                    | Holger Börner      | SPD                | Börner III |
| 56 / 110 | 5 avril 1991 – 5 avril 1995 (4 ans)                        |                    | Hans Eichel        | SPD                | Eichel I   |
| 57 / 110 | 5 avril 1995 – 7 avril 1999 (4 ans et 2 jours)             | Eichel II          | Hans Eichel        | SPD                |            |

### Berlin
| Députés  | Dates                                                     | Bourgmestre-gouverneur | Bourgmestre-gouverneur | Bourgmestre-gouverneur | Sénat      | Remarque                                                |
| -------- | --------------------------------------------------------- | ---------------------- | ---------------------- | ---------------------- | ---------- | ------------------------------------------------------- |
| 72 / 138 | 16 mars 1989 – 24 janvier 1991 (1 an, 10 mois et 8 jours) |                        | Walter Momper          | SPD                    | Momper     | brisée à la suite des expulsions dans la Mainzer Straße |
| 58 / 141 | 16 juin 2001 – 17 janvier 2002 (7 mois et 1 jour)         |                        | Klaus Wowereit         | SPD                    | Wowereit I | gouvernement minoritaire permis par l'abstention du PDS |

### Basse-Saxe
| Députés  | Dates                                                         | Ministre-président | Ministre-président | Ministre-président | Cabinet    |
| -------- | ------------------------------------------------------------- | ------------------ | ------------------ | ------------------ | ---------- |
| 79 / 155 | 21 juin 1990 – 20 juin 1994 (3 ans, 11 mois et 30 jours)      |                    | Gerhard Schröder   | SPD                | Schröder I |
|          |                                                               |                    |                    |                    |            |
| 69 / 137 | 19 février 2013 – 22 novembre 2017 (4 ans, 9 mois et 3 jours) |                    | Stephan Weil       | SPD                | Weil I     |
|          |                                                               |                    |                    |                    |            |
| 81 / 146 | depuis le 8 novembre 2022 (2 ans, 6 mois et 13 jours)         |                    | Stephan Weil       | SPD                | Weil III   |
| 81 / 146 | depuis le 8 novembre 2022 (2 ans, 6 mois et 13 jours)         |                    | Olaf Lies          | SPD                | Lies       |

### Saxe-Anhalt
| Députés | Dates                                                      | Ministre-président | Ministre-président | Ministre-président | Cabinet   | Remarque                                                |
| ------- | ---------------------------------------------------------- | ------------------ | ------------------ | ------------------ | --------- | ------------------------------------------------------- |
| 41 / 99 | 21 juillet 1994 – 26 avril 1998 (3 ans, 9 mois et 5 jours) |                    | Reinhard Höppner   | SPD                | Höppner I | gouvernement minoritaire permis par l'abstention du PDS |

### Rhénanie-du-Nord-Westphalie
| Députés   | Dates                                                       | Ministre-président | Ministre-président | Ministre-président | Cabinet    | Remarque                                                      |
| --------- | ----------------------------------------------------------- | ------------------ | ------------------ | ------------------ | ---------- | ------------------------------------------------------------- |
| 79 / 155  | 17 juillet 1995 – 9 juin 1998 (2 ans, 10 mois et 23 jours)  |                    | Johannes Rau       | SPD                | Rau V      |                                                               |
| 79 / 155  | 9 juin 1998 – 27 juin 2000 (2 ans et 18 jours)              |                    | Wolfgang Clement   | SPD                | Clement I  |                                                               |
| 119 / 231 | 27 juin 2000 – 12 novembre 2002 (2 ans, 4 mois et 16 jours) | Clement II         | Wolfgang Clement   | SPD                |            |                                                               |
| 119 / 231 | 12 novembre 2002 – 24 juin 2005 (2 ans, 7 mois et 12 jours) |                    | Peer Steinbrück    | SPD                | Steinbrück |                                                               |
| 90 / 181  | 15 juillet 2010 – 21 juin 2012 (1 an, 11 mois et 6 jours)   |                    | Hannelore Kraft    | SPD                | Kraft I    | gouvernement minoritaire permis par l'abstention de Die Linke |
| 128 / 237 | 21 juin 2012 – 27 juin 2017 (5 ans et 6 jours)              | Kraft II           | Hannelore Kraft    | SPD                |            |                                                               |

### Schleswig-Holstein
| Députés | Dates                                                    | Ministre-président | Ministre-président | Ministre-président | Cabinet    |
| ------- | -------------------------------------------------------- | ------------------ | ------------------ | ------------------ | ---------- |
| 39 / 75 | 22 mai 1996 – 28 mars 2000 (3 ans, 10 mois et 6 jours)   |                    | Heide Simonis      | SPD                | Simonis II |
| 48 / 89 | 28 mars 2000 – 17 mars 2005 (4 ans, 11 mois et 17 jours) | Simonis III        | Heide Simonis      | SPD                |            |

### Hambourg
| Députés  | Dates                                                           | Premier bourgmestre | Premier bourgmestre | Premier bourgmestre | Sénat          |
| -------- | --------------------------------------------------------------- | ------------------- | ------------------- | ------------------- | -------------- |
| 75 / 121 | 12 novembre 1997 – 31 octobre 2001 (3 ans, 11 mois et 19 jours) |                     | Ortwin Runde        | SPD                 | Runde II       |
|          |                                                                 |                     |                     |                     |                |
| 73 / 121 | 15 avril 2015 – 13 mars 2018 (2 ans, 10 mois et 26 jours)       |                     | Olaf Scholz         | SPD                 | Scholz II      |
| 73 / 121 | 28 mars 2018 – 10 juin 2020 (2 ans, 2 mois et 13 jours)         |                     | Peter Tschentscher  | SPD                 | Tschentscher I |
| 83 / 123 | 10 juin 2020 – 7 mai 2025 (4 ans, 10 mois et 27 jours)          | Tschentscher II     | Peter Tschentscher  | SPD                 |                |
| 70 / 121 | Depuis le 7 mai 2025 (14 jours)                                 | Tschentscher III    | Peter Tschentscher  | SPD                 |                |

### Brême
| Députés | Dates                                              | Président du Sénat | Président du Sénat | Président du Sénat | Sénat       |
| ------- | -------------------------------------------------- | ------------------ | ------------------ | ------------------ | ----------- |
| 46 / 83 | 28 juin 2007 – 30 juin 2011 (4 ans et 2 jours)     |                    | Jens Böhrnsen      | SPD                | Böhrnsen II |
| 57 / 83 | 30 juin 2011 – 15 juillet 2015 (4 ans et 15 jours) | Böhrnsen III       | Jens Böhrnsen      | SPD                |             |
| 44 / 83 | 15 juillet 2015 – 15 août 2019 (4 ans et 1 mois)   |                    | Carsten Sieling    | SPD                | Sieling     |

### Bade-Wurtemberg
| Députés  | Dates                             | Ministre-président | Ministre-président   | Ministre-président | Cabinet       |
| -------- | --------------------------------- | ------------------ | -------------------- | ------------------ | ------------- |
| 71 / 138 | 12 mai 2011 – 12 mai 2016 (5 ans) |                    | Winfried Kretschmann | Grünen             | Kretschmann I |

### Rhénanie-Palatinat
| Députés  | Dates                                                    | Ministre-président | Ministre-président | Ministre-président | Cabinet  |
| -------- | -------------------------------------------------------- | ------------------ | ------------------ | ------------------ | -------- |
| 60 / 101 | 18 mai 2011 – 16 janvier 2013 (1 an, 7 mois et 29 jours) |                    | Kurt Beck          | SPD                | Beck V   |
| 60 / 101 | 16 janvier 2013 – 18 mai 2016 (3 ans, 4 mois et 2 jours) |                    | Malu Dreyer        | SPD                | Dreyer I |

## Source
- (de) Cet article est partiellement ou en totalité issu de l’article de Wikipédia en allemand intitulé « Rot-Grüne Koalition » (voir la liste des auteurs).